# جان فرنانديز
جان فيرنانديز (8 أكتوبر 1954

 في مستغانم) (بالفرنسية: Jean Fernandez)‏ لاعب كرة قدم فرنسي معتزل كان يجيد اللعب في خط الوسط وحاليا هو مدرب نادي الدرجة الأولى أوكسير الفرنسي منذ 2006 .
لعب فيرنانديز في أندية بيزيرز (1972-1975) مرسيليا (1975-1980) بوردو (1980-1982) كان (1982-1984) .
ساهم فيرنانديز في تتويج نادي مرسيليا ببطولة كأس فرنسا موسم 1975/1976 .
تولى فيرنانديز تدريب أندية كان (1985-1990) نيس (1990) مرسيليا (1992) النصر (1993-1994) ليل (1994-1995) النصر مجددا (1995-1996) الشباب (1996-1997) الوحدة (1997) النصر مجددا (1998) النجم الساحلي (1998-1999) سوشو (1999-2002) ميتز (2002-2005) مرسيليا مجددا (2005-2006) .

## أنجازات المدرب
1. نادي النصر (السعودية)

دوري المحترفين السعودي
1994
كأس الكؤوس الآسيوية
1998
كأس الخليج للأندية
1996
ساهم فيرنانديز في تتويج نادي النصر ببطولة دوري الدرجة الممتازة موسم 1993/1994 وببطولة كأس أبطال الكؤوس الآسيوي موسم 1997/1998 كما ساهم في تتويج نادي الشباب ببطولة كأس الخليج للأندية وكأس ولي العهد موسم 1996/1997 كما ساهم في تتويج نادي سوشو ببطولة دوري الدرجة الثانية موسم 2000/2001 . ساهم في تتويج مرسيليا وأوكسير ببطولة كأس انترتوتو 2005 و2006 على التوالي .

## روابط خارجية
- جان فرنانديز على موقع الاتحاد الدولي (مؤرشف)  (الإنجليزية)
- جان فرنانديز على موقع قاعدة بيانات كرة القدم.إي يو (الإنجليزية)
- جان فرنانديز على موقع ليكيب (الفرنسية)
- جان فرنانديز على موقع Soccerbase.com (مدرب) (الإنجليزية)
- جان فرنانديز على موقع عالم كرة القدم.نت (الإنجليزية)
- جان فرنانديز على موقع كووورة
- جان فرنانديز على موقع أوليمبيديا (الإنجليزية)